# ヴィラフォンテーヌ
ヴィラフォンテーヌ（英: Hotel Villa Fontaine）は、住友不動産の子会社である住友不動産ヴィラフォンテーヌ株式会社が運営している、宿泊特化型のホテルチェーンである。リゾートホテルブランドとしてヴィラージュ（VILLAGE）も運営している。

## 概要

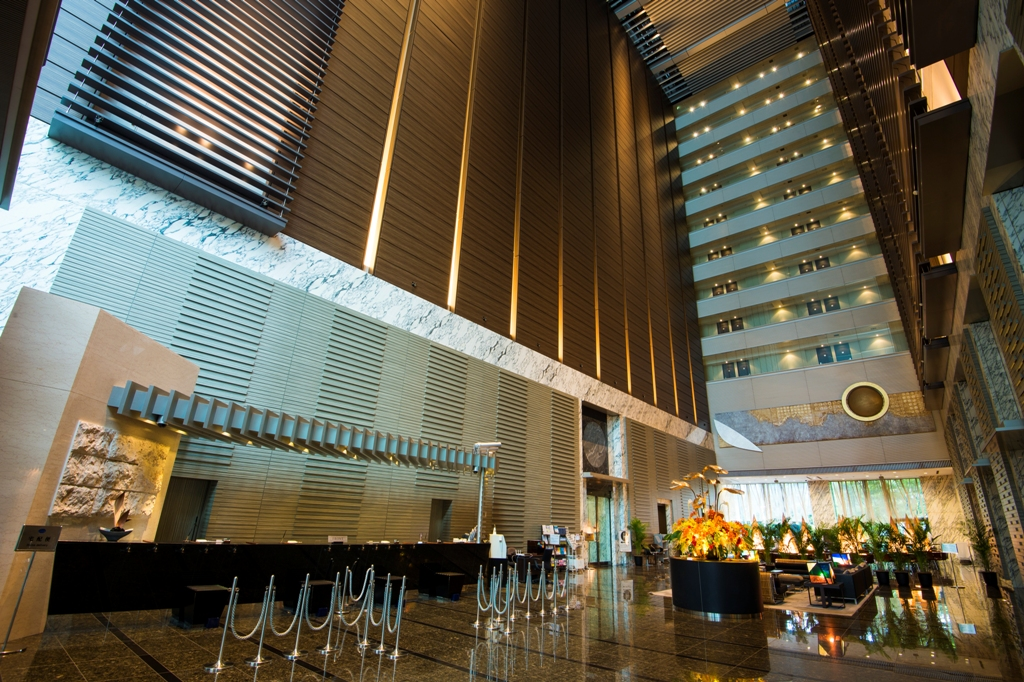
ヴィラフォンテーヌ東京汐留のロビー

ヴィラフォンテーヌは住友不動産の遊休不動産の活性化を目的に1997年（平成9年）に開業した。フランス語で名称の「ヴィラ」は「館」、「フォンテーヌ」は「泉」を意味し、住友家の屋号である泉屋がその由来となっている。
会議室やビジネスルームを併設した店舗がある一方で、全館にワイドベッドを採用、またビジネスホテルにしては大きめの浴槽、レディースルームの設置、店舗ごとに設定された客室内装のテーマなど、女性やカップルでの利用も視野に入れた造りとなっている。またリゾートホテルのヴィラージュ伊豆高原、ヴィラージュ京都の運営も行っている。
近年では、六本木の泉ガーデンタワーや、汐留の汐留住友ビルといった住友不動産の大型オフィスビルに入居するかたちで、首都圏を中心に活発な事業展開を行っている。2007年（平成19年）1月には西武鉄道から買収した黒川紀章設計の旧六本木プリンスホテルを改装したヴィラフォンテーヌ六本木ANNEXを開業、2011年（平成23年1）1月まで期間限定で営業していた。
2020年夏、オリンピック開催に併せてヴィラフォンテーヌ初となるラグジュアリーブランドを含めた羽田空港店をオープン予定だったが、新型コロナウイルス感染症や航空便減便のためオープンを延期。そして2022年12月、ヴィラフォンテーヌプレミア羽田空港店/グランド羽田空港店が満を持してオープンした。このホテルは、日本最大のエアポートホテルである。
ミシュランガイドに選定
- 東京汐留店（ハイグレード店）『ミシュランガイド東京 2011〜2015』
- 神戸三宮店 『ミシュランガイド関西 2015』

## ホテル

### プレミア（ラグジュアリー）
- プレミア　羽田空港（2020年開業予定だったが、新型コロナウイルス感染症や航空便減便のため2022年12月に開業）客室数: 160[1]

### グランド（ハイグレード）
- グランド　東京六本木 （2002年8月開業） 客室数: 189 - 東京メトロ南北線「六本木一丁目駅」直結。泉ガーデンタワー内。
- グランド　東京汐留 （2004年8月開業）2019年2月リニューアル[1]） 客室数: 497 会議室：8室- 都営大江戸線、ゆりかもめ「汐留駅」直結 『ミシュランガイド東京 2011〜2015』に選定。汐留住友ビル内。
- グランド　東京田町 （2006年10月開業） 客室数: 173 - 「東京三田」より改称。住友不動産三田ファーストビル内。
- グランド　東京有明（2020年8月開業） 客室数: 749[1] - 国家戦略特区[2]。有明ガーデン内。
- グランド　羽田空港（2020年開業予定だったが、プレミア羽田空港同様、2022年12月に開業） 客室数: 1559[1] -羽田空港直結、国家戦略特区[2]。
- グランド　大阪梅田（2022年8月開業）　客室数: 175　-　超高層複合タワー「梅田ガーデン」の4階～8階。

### スーペリア（スタンダード）
- 東京日本橋三越前 （1997年8月開業） 客室数: 154 - 2011年12月1日に「日本橋」より改称。
- 東京日本橋箱崎 （1997年8月開業） 客室数: 本館135　別館：28 - 2011年12月1日に「箱崎」より改称。
- 東京上野御徒町 （2000年7月開業） 客室数: 186
- 東京大手町 （2001年1月開業） 客室数: 143
- 東京浜松町 （2001年7月開業） 客室数: 119
- 東京茅場町 （2001年12月開業） 客室数: 本館224　別館：70
- 東京神保町 （2002年1月開業） 客室数: 72
- 東京八丁堀 （2006年3月開業） 客室数: 115
- 東京九段下 （2006年5月開業） 客室数: 144
- 東京新宿 （2008年6月10日開業） 客室数: 66
- 神戸三宮 （2013年4月1日開業） 客室数: 185

### ヴィラージュ
- 伊豆高原 （1996年8月開業） 客室数: 91
- 京都 （2008年10月開業） 客室数: 81

### inumo by VillaFontaine
館内全てが犬と同伴できるホテル。
- inumo芝公園（2022年5月開業） 客室数：70

### 閉館したホテル
- 六本木アネックス （2007年1月開業） 客室数: 216 - 六本木プリンスホテルの不動産を住友不動産が買収したことに伴い、再開発が着手されるまでの期間限定で建物を活用する形で営業。2011年11月20日で閉館。
- 大阪心斎橋 （1997年7月開業） 客室数: 90。2021年3月で閉館。